# Dipsochelys
Dipsochelys es un nombre obsoleto desde 2014, era referido al género de tortugas gigantes endémicas de Madagascar y otras islas del Índico africano. desde la revisión de 2014 el nombre válido para el género es Aldabrachelys Loveridge and Williams, 1957,

## Especies
- Aldabrachelys gigantea (Schweigger, 1812) – Aldabra Giant Tortoise Subespecies
- Aldabrachelys gigantea hololissa (Günther, 1877) – Seychelles Giant Tortoise
- Aldabrachelys gigantea gigantea (Schweigger, 1812) – Aldabra Giant Tortoise
- Aldabrachelys gigantea hololissa (Günther, 1877) – Seychelles Giant Tortoise
- Aldabrachelys gigantea arnoldi (Bour, 1982) – Arnold's Giant Tortoise
- Aldabrachelys gigantea daudinii (Duméril and Bibron, 1835) – Daudin's Giant Tortoise Extintas
- Dipsochelys abrupta † - Madagascar
- Dipsochelys grandidieri † - Madagascar

## Véase también

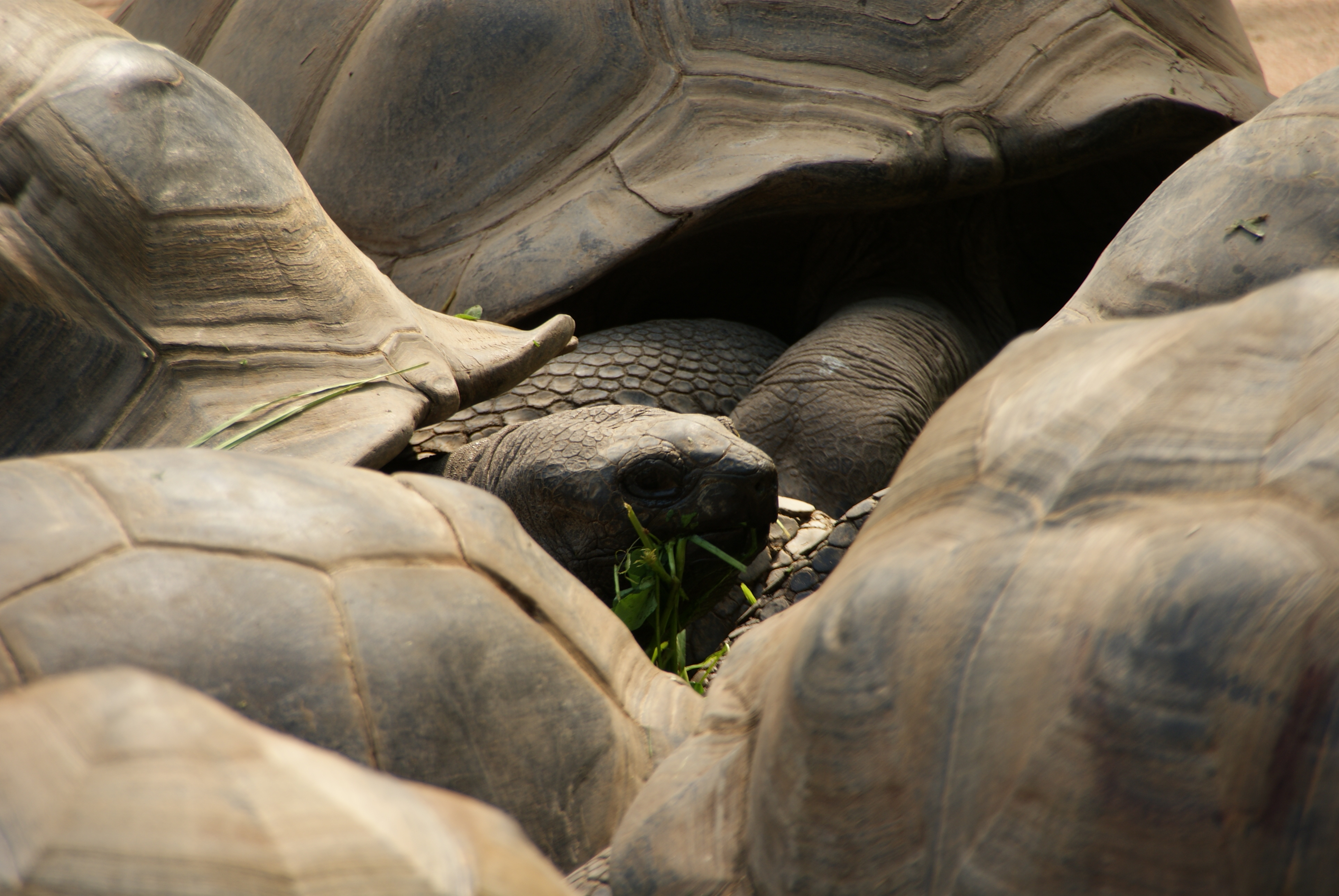
Dipsochelys, Tierpark Hellabrunn.